# Rallus semiplumbeus
Il rallo di Bogotá (Rallus semiplumbeus P. L. Sclater, 1856) è un uccello della famiglia dei Rallidi originario della Colombia.

## Tassonomia
Attualmente vengono riconosciute due sottospecie di rallo di Bogotá:
- R. s. semiplumbeus P. L. Sclater, 1856 (Colombia orientale);
- R. s. peruvianus Taczanowski, 1886 (Perù).

## Descrizione
Il rallo di Bogotá misura attorno ai 25 cm. Una fascia che va dai lati della testa alla regione ventrale è color grigio ardesia. La parte inferiore del collo è chiara, sui fianchi c'è un'area nera con striature grossolane bianche. La regione dorsale è bruno-oliva striata di nero, che diventa rossastro sulle spalle. Il becco e le zampe sono rosso vivo.

## Distribuzione e habitat
Questa specie è nota solo per l'altopiano di Ubaté-Bogotà in Cundinamarca e Boyacá sul versante orientale delle Ande colombiane. La sottospecie R. s. peruvianus è nota solo per un esemplare raccolto in Perù nel 1886 ed è considerata estinta. Vive a 2500–4000 m di quota (solo raramente scende fino a 2100 m) dove il clima è di tipo temperato nonostante la latitudine equatoriale. L'ambiente che popola è la savana e il páramo (in cui forse non nidifica) in zone palustri con densa crescita di canne e altra vegetazione ripariale; è più comune negli ambienti in cui crescono piante del genere Typha, Limnobium laevigatum ed Eichhornia crassipes. Per scopi alimentari frequenta anche altri habitat umidi ma non vi si riproduce.

## Biologia
Si ipotizza che la nidificazione avvenga nei mesi dell'estate boreale. Il nido viene costruito nei ciuffi di Scirpus e Typhache crescono nei pressi di zone di acqua bassa. Si nutre prevalentemente di invertebrati acquatici e larve di insetti, secondariamente anche di vermi, molluschi, pesci morti, rane, girini e vegetali.

## Conservazione
Il rallo di Bogotá è minacciato dalla perdita dell'habitat. Le zone umide sull'altopiano in cui vive si sono ridotte drasticamente. La popolazione è in calo.